# Juan Serrano Aparicio
Juan Serrano Aparicio (Laredo, 22 d'octubre de 1973) és un exfutbolista càntabre, que jugava com a migcampista.
Es va formar a les files del Reial Valladolid, tot jugant un partit amb els val·lisoletans a la primera divisió 94/95. A l'any següent, a les files, del Sestao Sport, va jugar 12 partits i va marcar tres gols. La resta de la seua carrera ha transcorregut entre la Segona B i la Tercera Divisió.